# Argyranthemum
Argyranthemum é um género botânico pertencente à família Asteraceae.